# 摩德纳市政宫
44°38′45.55″N 10°55′33.23″E / 44.6459861°N 10.9258972°E

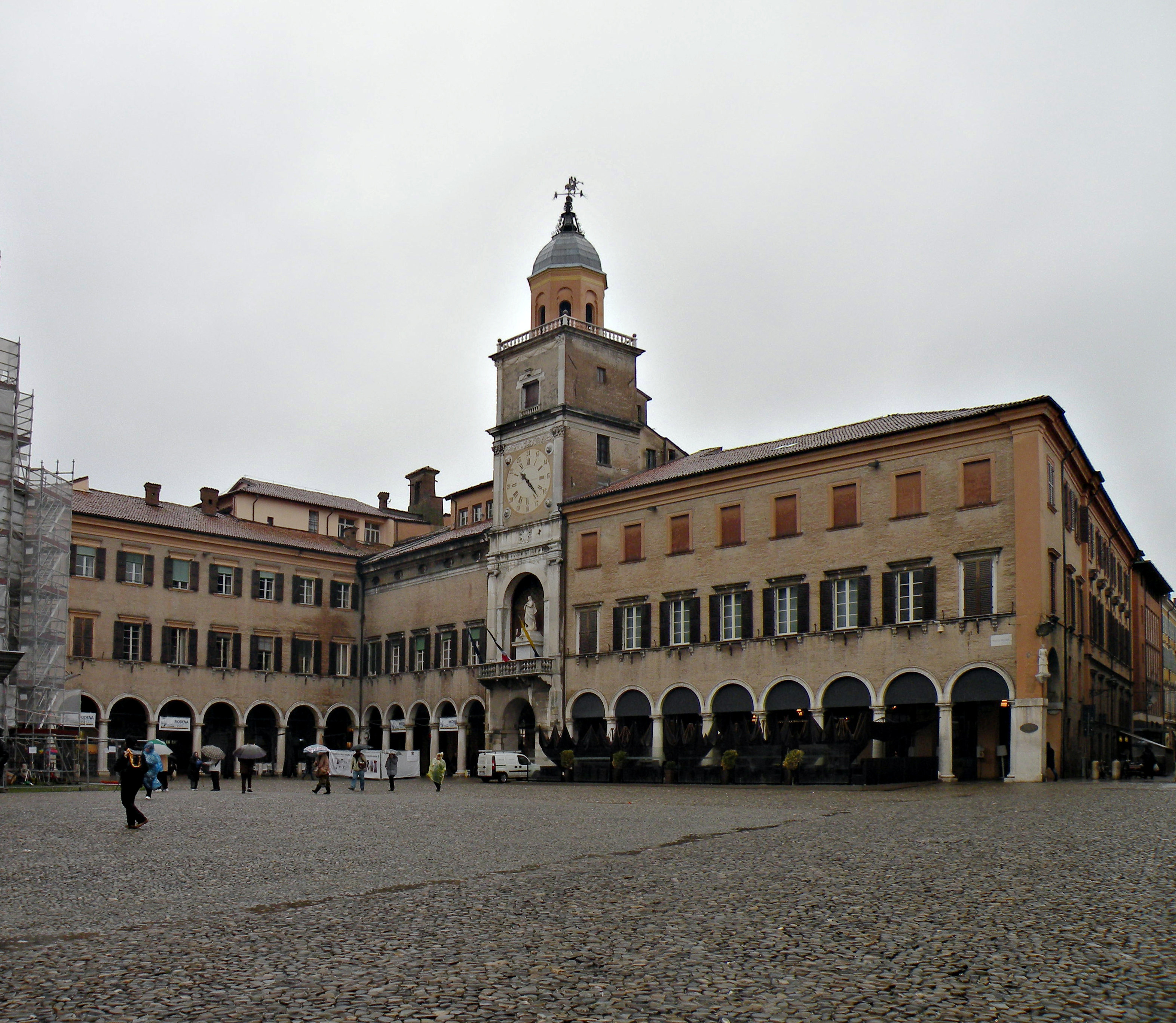
摩德纳市政宫

摩德纳市政宫（Palazzo Comunale di Modena）是摩德纳的市政厅，它的门廊位于摩德纳大广场（世界文化遗产）的东侧和北侧。

## 历史
它不是一座真正的宫殿，而是在17世纪-18世纪期间，对1046年以来修建的众多建筑进行翻新的结果，所有这些建筑都具有相同的行政和代表性建筑功能。古代的“Torre Civica”（今天的“Torre Mozza”）在1671年地震后倒塌。北楼的有趣之处在于“比福勒厅”（Sala delle Bifore），已经发现一部分中世纪立面，距离前一个立面只有几米远。

## 火厅
在市政宫内部，值得注意的是“火厅”（Sala del Fuoco），有尼科洛·德尔·阿巴特在1546年在门楣上创作的一系列画作，描述公元前44年摩德纳被围困的事件。这是一个描绘古罗马的著名历史人物的机会，马克·安东尼、马尔库斯·尤利乌斯·布鲁图斯、奥古斯都，出现在典型的艾米利亚背景中，还出现了一些城市景观。
在火厅里，总是有一个火盆，人们可以从中取出余烬来点燃家里的火。这是一项公共服务，显然受到所有摩德纳人的赞赏。

## 被偷的水桶
在“Camerino dei Confirmati”（商会）中，保存着这座城市的象征之一：“被偷的水桶”（Secchia rapita），这是一个普通的木桶，纪念摩德纳人在扎波利诺战役（1325 年）战胜博洛尼亚的荣耀。根据17世纪发现的一部古代编年史，摩德纳人从博洛尼亚的一口井里偷走了水桶，并将其作为战利品带回该市。《被偷的水桶》也是亚历山德罗·塔索尼一首著名英雄诗的标题。

## 普雷达林加多拉

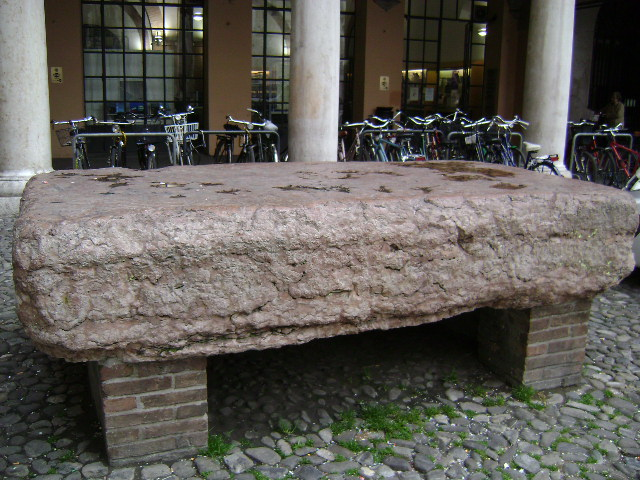
普雷达林加多拉

距离市政宫的门廊几米远，有一块巨大的长方形大理石，普雷达林加多拉（Preda Ringadora）,它可能最初属于一座古罗马建筑。在中世纪，用作演讲的平台，也被用作执行死刑和暴露尸体的地方（以便有人能够识别尸体）。

## 博尼西玛

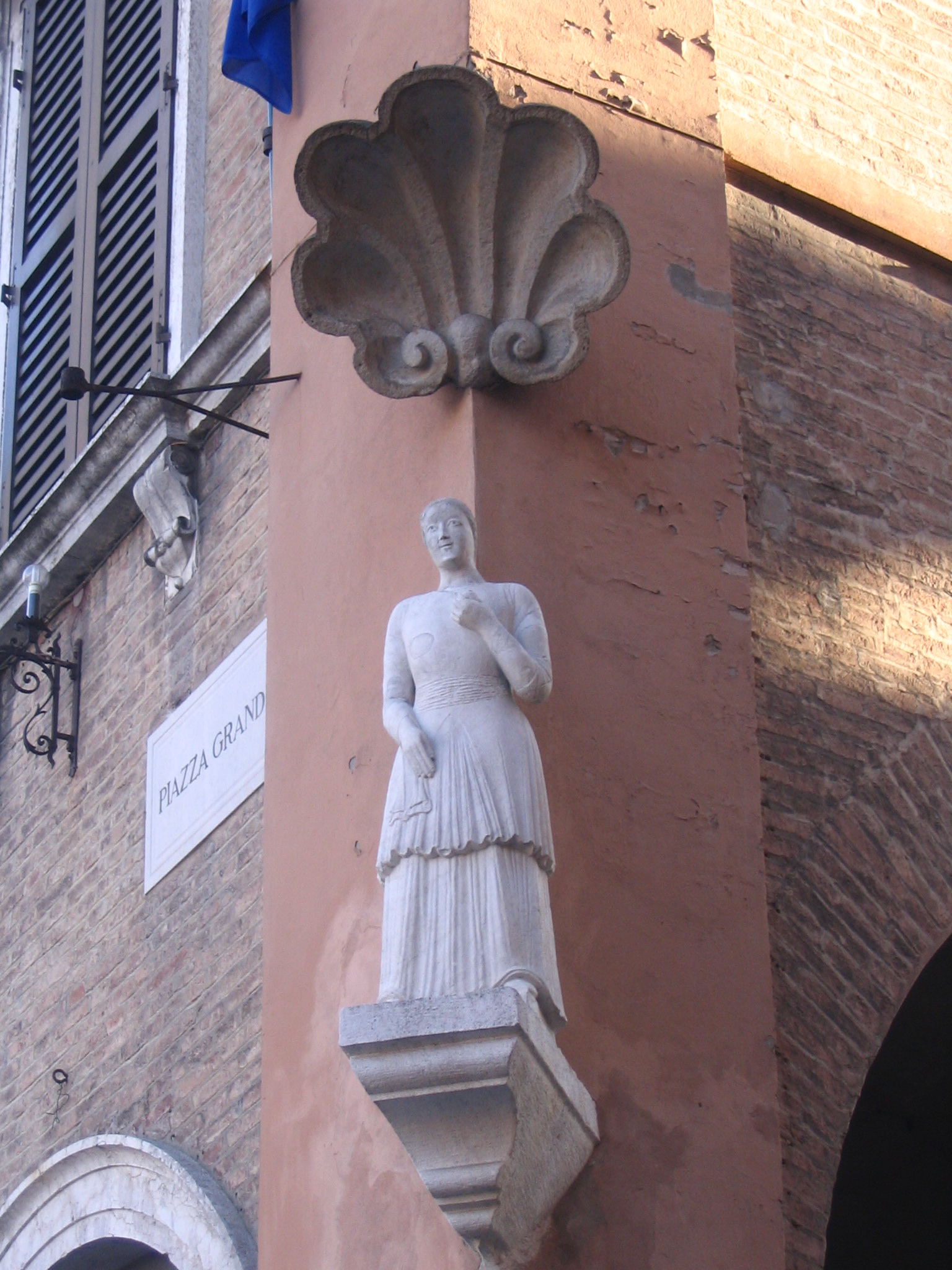
博尼西玛

博尼西玛是一尊神秘的中世纪女性雕像，1268年出现在大广场上，后来放置在市政宫的门廊，卡斯特拉罗街的拐角处。传说这是一位摩德纳的贵妇人“博纳”，她以对穷人的慷慨而闻名。